# Astromuricea
Astromuricea is een geslacht van neteldieren uit de klasse van de Anthozoa (bloemdieren).

## Soorten
- Astromuricea fusca (J.S. Thomson, 1911)
- Astromuricea polyklados Germanos, 1896
- Astromuricea theophilasi Germanos, 1896